# حصيرة أوراق النخيل
حصيرة أوراق النخيل أو باتي أوراق النخيل (بالإنجليزية: Date palm leaf pati)، يُصنع الحصير من نسيج رقيق من ورق النخيل، تُخاط هذه الأوراق مع بعضها البعض، وتستخدم أيضاً هذة الصناعة كجهاز تقليدي لتزيين المنازل والأثاث.

## الانتشار

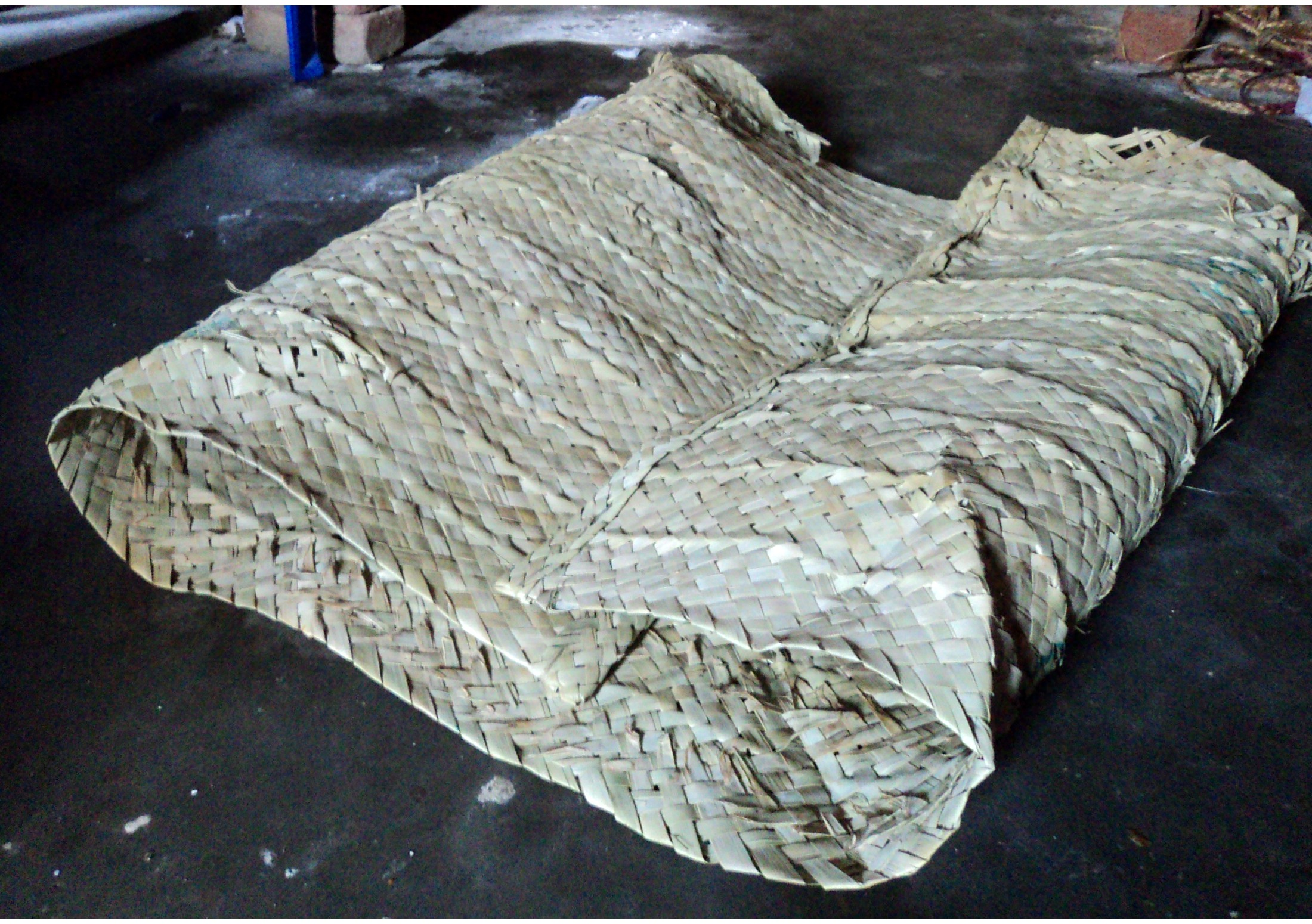
حصيرة من أوراق البلام

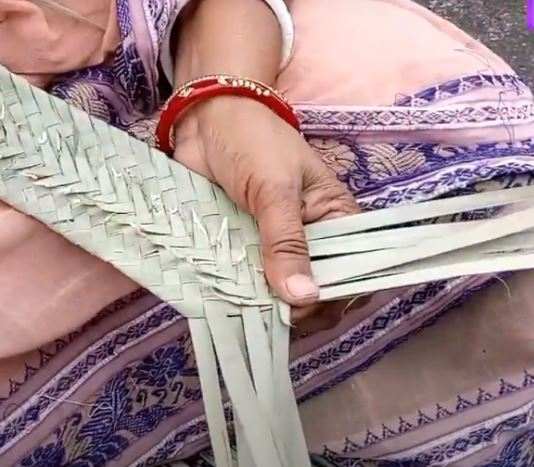
نسج أوراق النخيل

انتشرت هذه الصناعة قديما في مختلف أنحاء العالم وخاصة الإسلامي، استخدامت في الأثاث البنغالي التقليدي المصنوع يدويًا وفي ديكور المنازل، لقد كانت تعد جزءًا من التراث الثقافي لقرية البنغال.

## المواد
يُصنع الحصير عادةً من القصب والخيزران والقش، كما يُصنع أيضاً من أوراق شجرة النخيل، وقد استُخدم بشكل رئيسي من قبل المجتمعات الإسلامية والهندوسية.

## الاستخدامات
تُستخدم باتي أوراق النخيل في بنغلاديش والبنغال الغربية في غرف الجلوس والنوم، كما تُستخدم لتجفيف المنتجات تحت الشمس ولأغراض دينية مثل مراسم الزفاف الهندوسية، ويمكن أن تكون بمثابة سجادة صلاة للمسلمين وفرشاً للأرضيات في المنازل.

## الصناعة

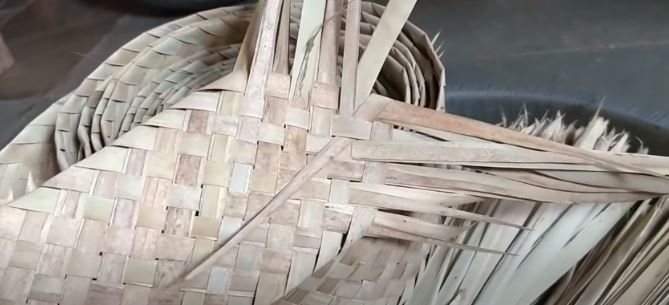
مصنوعات من أوراق النخيل

تُقطع أغصان النخيل من الشجرة وتُجفف تحت الشمس، ثم يُزال جزء من القاعدة ورأس الأوراق، وبعد ذلك تُقسّم الورقة وتُحضّر قطعها لتصبح رفيعة بالقدر المطلوب. تُنسج هذه القطع جنبًا إلى جنب لتشكيل الحصير أو الأثاث والديكور المطلوب وفقًا للمقاس.